# جاي ليزلي برودبنت
جاي ليزلي برودبنت (بالإنجليزية: J. Leslie Broadbent)‏ هو مبشر أمريكي، ولد في 3 يونيو 1891 في ليهي في الولايات المتحدة، وتوفي في 16 مارس 1935 في مدينة سولت ليك في الولايات المتحدة.